# МСД-пептид
МСД-пептид (MCD-пептид, англ. MCD — Mast cell degranulating), также пептид 401 — полипептид, «дегранулирующий тучные клетки».
Первоначально был назван по своему биологическому действию, вызывающему высвобождение гистамина из тучных клеток.
Состоит из 22 аминокислот, составляет 2-3 % сухого пчелиного яда.
Причисляется к группе так называемых «специфических гистамин-выделителей».
Как указывает доктор медицинских наук профессор И. А. Комиссаренко и соавт., он «обеспечивает выброс биологически активных веществ тучных клеток без их лизиса, то есть путем экзоцитоза оказывает мощное противовоспалительное действие, вызывает возбуждение центральной нервной системы, снижает артериальное давление».